# 圣马丹迪梅尼勒乌里
圣马丹-迪梅尼勒乌里（法語：Saint-Martin-du-Mesnil-Oury，法語發音：[sɛ̃ maʁtɛ̃ dy mɛnil uʁi] ⓘ）是法国卡尔瓦多斯省的一个旧市镇，属于利雪区。2016年，圣马丹-迪梅尼勒乌里与临近的21个市镇合并为新市镇利瓦罗派多日。

## 地理
圣马丹-迪梅尼勒乌里（49°1'53"N, 0°7'29"E）面积4.78 平方千米，位于法国诺曼底大区卡爾瓦多斯省，该省份为法国西北部沿海省份，北濒大西洋英吉利海峡，东北与滨海塞纳省以海上边界相接，东临厄尔省，南至奧恩省，西与芒什省接壤。
与圣马丹-迪梅尼勒乌里接壤的市镇（或旧市镇、城区）包括：欧日地区卡斯蒂永、库普萨尔特、利瓦罗、勒梅尼勒迪朗、圣玛格丽特-德维耶特、圣米歇尔德利韦、利瓦罗派多日。
圣马丹-迪梅尼勒乌里的时区为UTC+01:00、UTC+02:00（夏令时）。

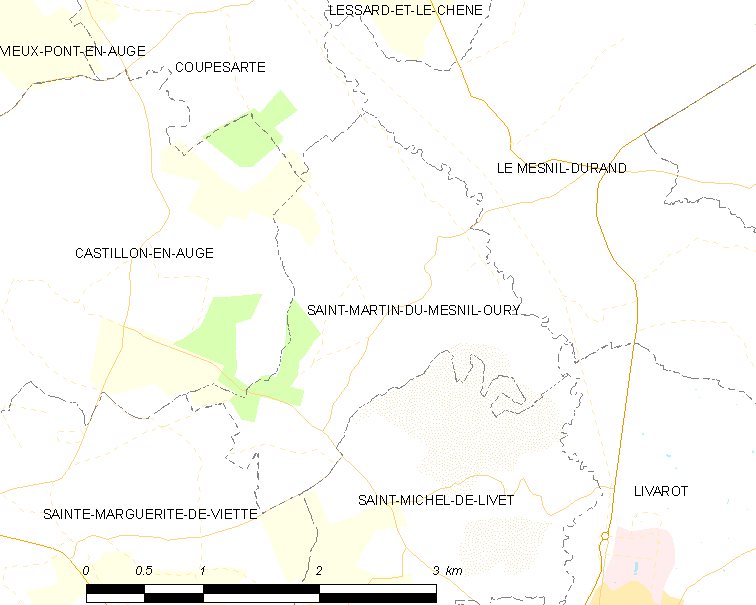
圣马丹-迪梅尼勒乌里的OSM定位图

## 行政
圣马丹-迪梅尼勒乌里的邮政编码为14140，INSEE市镇编码为14633。

## 政治
圣马丹-迪梅尼勒乌里所属的省级选区为利瓦罗派多日县。

## 人口

1962-2008年间圣马丹-迪梅尼勒乌里人口变化图示

圣马丹-迪梅尼勒乌里于2018年1月1日时的人口数量为109人。